# Большая сапёрная лопата
Большая сапёрная лопата — возимый шанцевый инструмент, предназначенный для самоокапывания и других земляных работ.
Большая сапёрная лопата представляет собой похожую на обычную садовую «штыковую» лопату, однако со своеобразной формой стального лотка (штык, неправильное название) (без заострения на конце), позволяющей работать этим инструментом одновременно как штыковой, так и как совковой лопатой. Имеет строго стандартизированные размеры, поскольку используется ещё и как импровизированный измерительный инструмент. Длина её, от острия стального лотка до конца рукоятки (черенка) — ровно 110 см. Ширина стального лотка — ровно 20 см. Высота стального лотка — 25 см. Вес большой сапёрной лопаты около 1,9 кг. Её штатное инвентарное название — БСЛ-110 (Большая сапёрная лопата длиной 110 см.)
Предназначена для выполнения работ в грунте. Во всех подразделениях всех родов войск видов ВС России, Украины и Белоруссии, входит в комплект ЗИПов всех военных машин. Производительность работ БСЛ-110 в среднем грунте 1 м³ в час.